# Smlouva z Kanagawy

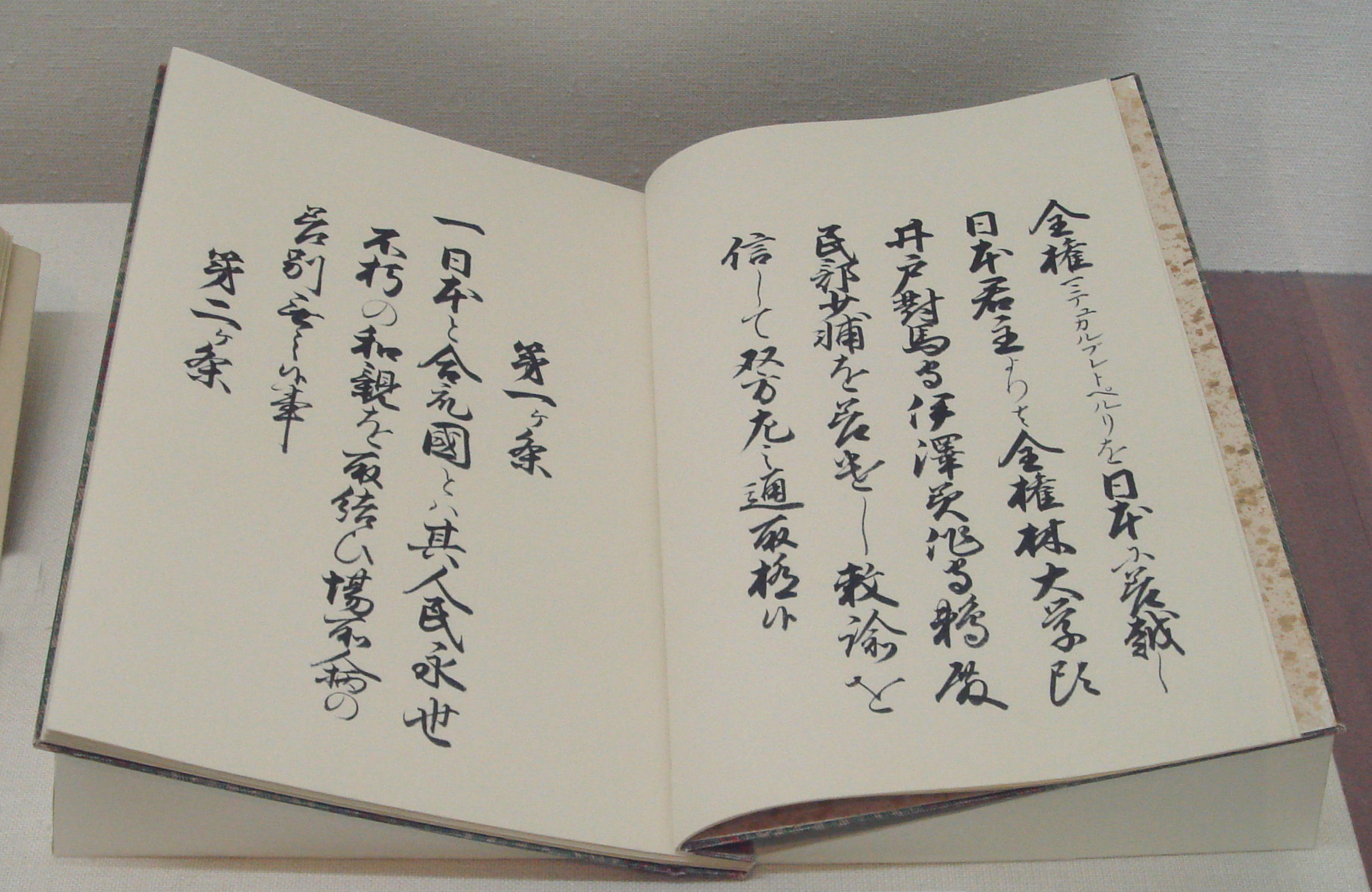
Smlouva z Kanagawy, verze v japonštině

Smlouva z Kanagawy, oficiálně Japonsko-americká smlouva o míru a přátelství, japonsky 日米和親条約, uzavřená 31. března 1854, byla první smlouvou mezi Spojenými státy americkými a Tokugawským šógunátem (Japonskem). Šlo o typický příklad tzv. nerovné smlouvy. Řada takových vznikla v 19. století mezi západními mocnostmi a asijskými státy, přičemž tyto smlouvy vznikaly pod tlakem, často po válečném konfliktu a byly pro asijské země nevýhodné. Smlouva z Kanagawy znamenala konec 220leté japonské politiky izolace (zvané sakoku). V praxi přinesla otevření přístavů Šimoda a Hakodate americkým plavidlům. Rovněž zajistila bezpečnost amerických trosečníků a vytvořila post amerického konzula v Japonsku. Smlouva také urychlila podpis podobných smluv mezi Japonskem a jinými západními mocnostmi.

## Izolace Japonska
Od začátku sedmnáctého století šógunát Tokugawa prosazoval politiku izolace země od vnějších vlivů. Zahraniční obchod byl udržován pouze s Nizozemci a Číňany a byl veden výhradně v Nagasaki, navíc na jakýkoli obchod s cizinou existoval přísný vládní monopol. Jednou z příčin byl strach, že obchod se západními mocnostmi a šíření křesťanství bude sloužit jako záminka k invazi do Japonska, jak tomu bylo u jiných asijských národů. Druhým důvodem byl strach, že zahraniční obchod a bohatství z něho plynoucí povedou ke vzestupu daimjó, vysoké japonské šlechty, a tím pádem ke zrodu dostatečně silného kandidáta na svržení vládnoucího klanu Tokugawa. Od začátku devatenáctého století byla však politika izolace pod stále větším tlakem. V roce 1844 poslal nizozemský král Vilém II. šógunovi varovný dopis, v němž naléhal na Japonsko, aby samo ukončilo izolační politiku, než bude změna vynucena zvenčí. V roce 1846 dorazila do Japonska oficiální americká expedice vedená komodorem Jamesem Biddleem, která žádala o otevření přístavů pro obchod, ale nepochodila. Japonské obavy ze západu při těchto kontaktech jen rostly, neboť si díky nim Japonci stále více uvědomovali rostoucí rozdíly mezi západní vojenskou technologií a výbavou japonské, stále víceméně feudální, armády.

## Perryho expedice
V roce 1853 byl americkým prezidentem Millardem Fillmorem vyslán komodor Matthew C. Perry s flotilou válečných lodí Námořnictva Spojených států, aby vynutil otevření japonských přístavů americkému obchodu, v případě potřeby i pomocí diplomacie dělových člunů. Motivace amerického prezidenta byla zřejmá: rostoucí obchod mezi Amerikou a Čínou, přítomnost velryb v japonských pobřežních vodách a rostoucí francouzská a britská monopolizace čerpacích stanic pro lodě v Asii. Američané byli také poháněni v 19. století nesmírně silným mýtem o americké předurčenosti rozšířit výhody západní civilizace po celém světě (americká historiografie užívá pro tento mýtus obvykle pojem Manifest destiny). Japonci se o Perryho výpravě dozvěděli s předstihem, od nizozemských obchodníků v Dejimě. Vzápětí v nejvyšších kruzích proběhla rozsáhlá, jakkoli neveřejná, debata o tom, jak nejlépe čelit této hrozbě pro japonskou hospodářskou a politickou suverenitu, s ohledem na události, které se odehrály před nedávnem v Číně a které jsou známy jako opiové války. Ty přinutily Čínu k uzavření nerovné smlouvy s Brity.
Perry dorazil se čtyřmi válečnými loděmi (tzv. černé lodě) do Uragy, k ústí Tokijského zálivu, 8. července 1853. Poté, co mu Japonci nedovolili přistát si za pomoci výhružek nakonec vynutil přistání ve městě Kurihama. Došlo k němu 14. července. Tam Perry doručil svůj dopis a odjel.
Perryho dopis vyvolal velkou kontroverzi na nejvyšší úrovni šógunátu. Šógun Iejoši Tokugawa zemřel pár dní po Perryho odjezdu. Jeho syn, Iesada Tokugawa, byl v ten moment nezletilý, takže vládu převzala Rada starších (ródžú) vedená Masahirem Abe. Abe cítil, že Japonsko není schopno odolat americkým požadavkům vojenskou silou, přesto si netroufal sám je přijmout. Požádal tedy všechny daimjó o jejich názory. Bylo to poprvé, co Tokugawský šógunát umožnil, aby rozhodování bylo věcí širší shody. Výsledky byly ale nejednoznačné - sešlo se 61 šlechtických odpovědí, 19 šlechticů se vyslovilo pro přijetí amerických požadavků, 19 bylo proti. 14 odpovědělo vágně a vyjádřilo obavy z možné války, 7 navrhlo učinit dočasné ústupky a dva uvedli, že přijmou rozhodnutí ostatních. Abe z toho usoudil, že ochota bojovat je malá.
Perry se vrátil k japonským břehům 13. února 1854. Jel si pro odpověď, a to s ještě větší silou osmi válečných lodí. Jednání začala 8. března a pokračovala přibližně jeden měsíc. Japonská strana přijala téměř všechny Perryho požadavky, s výjimkou obchodní dohody vytvořené podle vzoru předchozí americké smlouvy s Čínou. Perry souhlasil s odložením této otázky na později. Nejdelší diskuse se vedla o výběru přístavů, které se měly Američanům otevřít. Perry odmítal Nagasaki a vybral si nakonec Šimodu a Hakodate. Smlouva, sepsaná v angličtině, nizozemštině, čínštině a japonštině, byla podepsána 31. března 1854 na místě známém v současnosti Kaikó Hiroba, v Jokohamě. Závěrečný článek smlouvy, článek dvanáct, stanovil, že podmínky smlouvy musí ratifikovat prezident Spojených států a panovník Japonska do 18 měsíců. Text byl skutečně později schválen, byť neochotně, císařem Kómeiem. Smlouva byla ratifikována 21. února 1855.

## Důsledky smlouvy
V krátkodobém horizontu byly USA s dohodou spokojeny, protože Perry dosáhl svého primárního cíle, tedy prolomení japonské politiky sakoku a ochrany amerických občanů, byť bez konkrétní obchodní dohody. V Japonsku byla smlouva vnímána jako příznak slabosti šógunátu, nicméně vládla spokojenost s tím, že odvrátila okamžitou vojenskou konfrontaci.
Význam Perryho mise byl ovšem spíše symbolický, zásadní dopady přinesla až (paradoxně mnohem méně známá) tzv. Harrisova smlouva z roku 1858. Ta umožnila nejaponským firmám založit si pobočky v Japonsku, vynutila si exteritorialitu pro Američany (v případě spáchání trestného činu nepodléhali japonské justici, ale pouze americké) a minimální dovozní daně pro zahraniční zboží. Po smlouvě z Kanagawy následovaly podobné dohody se Spojeným královstvím (říjen 1854), Rusy (1855) a Francouzi (1858). Souhrnné označení pro tyto smlouvy je Ansejské dohody.
Obrovské dopady měla smlouva vnitropolitické. Začalo období zvané v japonské historiografii bakumacu. Pozice šóguna byla zásadně oslabena. Lidové pobouření z podrobení se zahraničním mocnostem vedlo ke vzniku hnutí zvaného sonnō jōi a posléze tōbaku, která začaly usilovat o svržení šógunů v Edu a návratu moci do rukou císaře v Kjótu, ačkoli, paradoxně, šógun o „kapitulaci v Kanagawě“ nerozhodl a císař smlouvu naopak nakonec ratifikoval. Císař Kómei tyto tendence podporoval a hlavně kvůli nim šířil obraz o svém „velkém váhání“ s podpisem smluv. Mnohem hlubším dopadem však byla japonská zkušenost, že za západem technologicky i jinak zaostává, což nakonec přineslo, s nástupem nového císaře v roce 1868, obrovskou reformní vlnu, známou jako reformy Meidži.